# Kunkeliella psilotoclada
Kunkeliella psilotoclada är en sandelträdsväxtart som först beskrevs av Eric R.Svensson Sventenius, och fick sitt nu gällande namn av William Thomas Stearn. Kunkeliella psilotoclada ingår i släktet Kunkeliella och familjen sandelträdsväxter. Inga underarter finns listade i Catalogue of Life.